# Emilio Muñiz
Emilio Muñiz (Luján, 1839 - Junín, 30 de julio de 1926) fue un político argentino que ocupó el cargo de intendente del partido de Junín, Argentina, en tres oportunidades, a fines del siglo XIX.
Era hijo del destacado paleontólogo argentino Francisco Javier Muñiz. Se radicó en Junín en 1877 y en 1882 comenzó su carrera pública. Fue Juez de Paz y Presidente de la Municipalidad desde 1882 a 1886, ejerciendo ambos cargos en los dos primeros años. Asumió como intendente en 1891. Ocupó ese cargo en tres períodos: 1891-1892, 1893 y 1895-1897. Fue Presidente del Honorable Concejo Deliberante de Junín en 1893 y 1894. Fue presidente de la Unión Cívica Nacional en diversos períodos y consejero del Banco de la Nación Argentina desde 1894.
Murió en Junín el 30 de julio de 1926, a los 88 años de edad.
En Junín lo recuerda una calle que lleva su nombre. Nace en Azara a metros de Avenida República, y se prolonga hacia el noroeste a través de los barrios Mayor López y San Juan.